# Lauren Étamé Mayer
Laureano Bissan Etame Mayer connu sous le nom de Lauren, né le 19 janvier 1977 à Kribi (Océan), est un footballeur international camerounais.
Lauren est formé au Séville FC mais passe professionnel au Levante UD avant de rejoindre le RCD Majorque où il se révèle à l'Europe. Parti à Arsenal, le Camerounais change de poste et recule en tant qu'arrière droit. Avec le club londonien, il remporte deux Premier Leagues, trois FA Cups et deux Community Shields. En janvier 2007, après une blessure au genou, Lauren rejoint Portsmouth où il peine à s'imposer et finit sa carrière sur une poignée de match avec le Córdoba CF en 2010.
Lauren arrive en équipe nationale peu avant la Coupe du monde 1998, à laquelle il participe. Il prend ensuite part à la Coupe d'Afrique des nations 2000 remportée puis intègre la sélection olympique pour les JO de Sydney où il repart avec la médaille d'or. En 2002, Lauren et son équipe nationale conserve leur titre continental. À la suite du Mondial la même année, Lauren décide d'arrêter sa carrière internationale en évoquant la mauvaise gestion de l'équipe nationale.

## Biographie

### Enfance et exil en Espagne

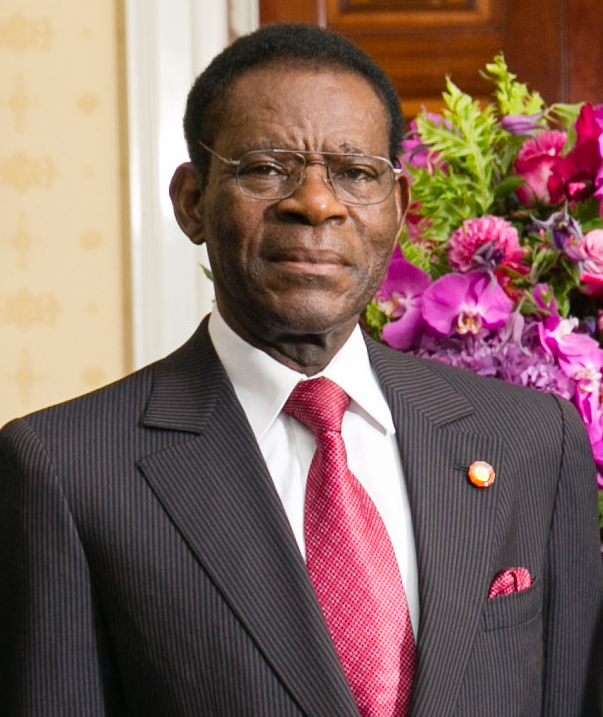
La prise du pouvoir de Teodoro Obiang pousse la famille de Lauren à fuir le pays.

Laureano Bissang Etame Mayer nait au Cameroun, à Kribi, à la frontière avec la Guinée équatoriale, ancienne colonie espagnole d'où ses parents sont originaires. Il a plus de vingt frères et sœurs. Son père est politicien et ministre dans le gouvernement de Francisco Macías Nguema. En 1979, à la suite de son coup d’État, Obiang Nguema veut éliminer le père de Lauren et tous les autres collaborateurs de l'ancien président. Son père est emprisonné puis s'enfuit avec sa famille, d'abord pour le Cameroun où il nait, et ensuite pour l'Espagne (où son père a fait ses études) lorsqu'il a trois ans.
Arrivé en Espagne, son père est engagé en tant que fonctionnaire et la famille de maintenant quinze membres vit dans deux appartements exigus (six chambres en tout) dans une banlieue de Séville appelée Montequinto. Ses parents se séparent et, enfant, Lauren est turbulent et toujours dehors. Ses parents ne voient son avenir qu'à travers l'école, son père souhaitant voir tous ses enfants à l'Université. Dès l'âge de 8-9 ans, il joue dans la rue avec ses amis et est dispersé entre l'école et le football. À cet âge, il rêve déjà de devenir footballeur professionnel. Lauren ne découvre l'Afrique que lorsqu'il est convoqué avec les Lions indomptables pour la Coupe du monde 1998,.

### Formation à Séville (1988-1995)
Le Séville FC le recrute à onze ans. Titulaire dans toutes les catégories, Lauren joue d'abord avant-centre et termine sa formation à 19 ans sur les rives du Nervión comme milieu de terrain.

### Débuts professionnels espagnols (1995-2000)

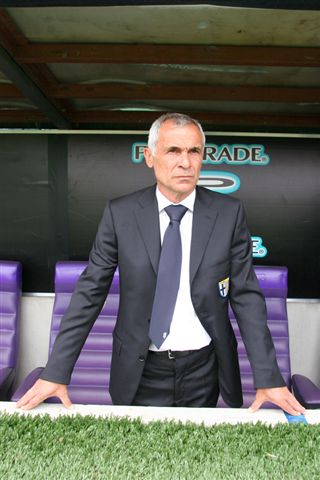
En 1998, Héctor Cúper permet à Lauren d'évoluer en première division espagnole.

Après une saison au CD Utrera puis une autre en équipe réserve, le Levante UD, alors en seconde division, lui donne l'occasion de signer son premier contrat professionnel. Au cours de sa première et unique saison à Valence, Lauren est titulaire indiscutable à l'aile droite où ses déplacements incessants et sa puissance l’appelle à jouer dans l'élite du football espagnol.
L'été 1998, Lauren signe au RCD Majorque. Dans ce club promu, Héctor Cúper et sa rigueur tactique lui permette de progresser. Dans le onze de départ dès le début, il démontre une grosse énergie et une bonne capacité d'adaptation à toutes les facettes du jeu. Il contribue tant offensivement que défensivement et est l'un des principaux acteurs de la victoire en Supercoupe d'Espagne quelques semaines après son arrivée face au FC Barcelone, mais aussi du parcours du club en d'Europe des vainqueurs de coupe 1998-1999 et la finale perdue 2-1 contre la Lazio de Rome.
Son football n'échappe pas aux recruteurs des grands clubs européens. Bien que sondé par le Real Madrid, c'est Arsenal et Arsène Wenger qui s'offrent ses services pour environ dix millions d'euros.

### Explosion à Arsenal (2000-2007)

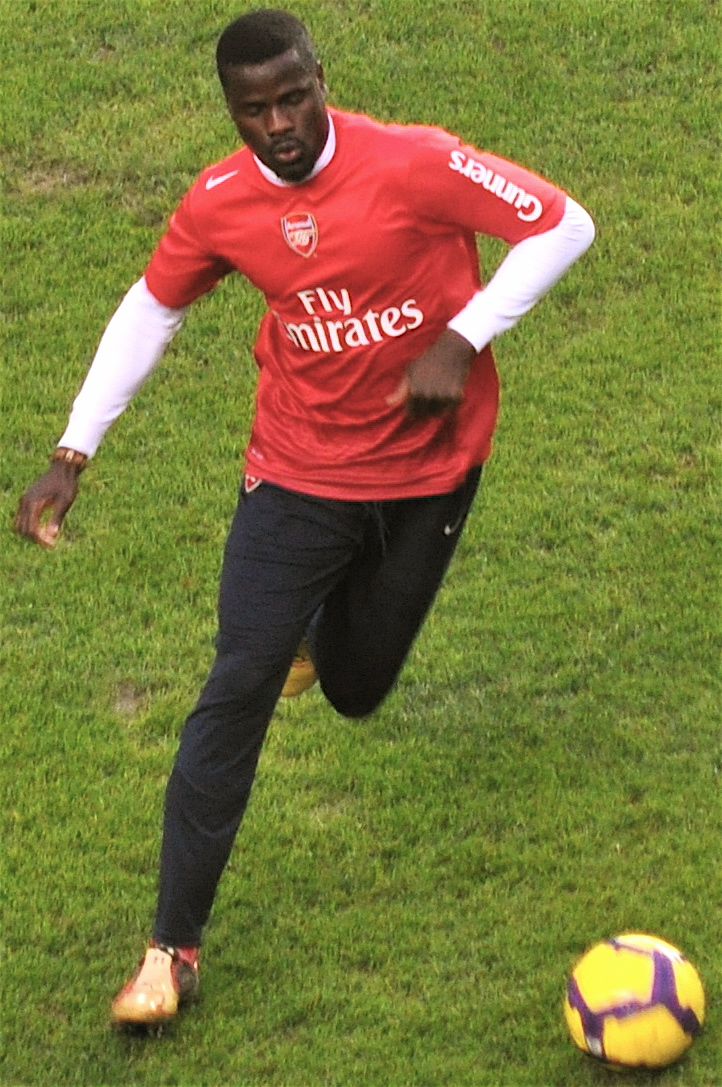
À Arsenal, Eboué prend sa place durant sa blessure.

Lauren arrive à Arsenal le 30 ami 2000, pour 7,2 M₤. Il débute sur la droite du milieu de terrain et inscrit un but à domicile contre Liverpool pour ses débuts. Rapidement, l'ailier droit est replacé latéral droit par Arsène Wenger pour remplacer Lee Dixon, poste auquel il remporte le doublé coupe-championnat en 2002 avec le club londonien. Lauren est l'auteur du but sur penalty lors du North London derby contre l'adversaire héréditaire, Tottenham, qui offre le titre au club,.
Lauren est un incontournable de l'équipe de championne invaincue lors de la saison 2003-2004. À la fin de la saison, Lauren est élu meilleur arrière droit de Premier League et fait donc partie de l'équipe de l'année avec cinq coéquipiers. En janvier 2005, Lauren prolonge son contrat, qui expire en fin de saison, de deux années supplémentaires après quelques négociations. Il inscrit ensuite le premier tir-au-but en finale de la Coupe d'Angleterre 2004-2005 contre Manchester United (0-0 tab 5-4).
En janvier 2006, Lauren doit subir une opération au genou et est indisponible pour le reste de la saison. En son absence, Emmanuel Eboué brille au poste d'arrière droit et Arsenal atteint la finale de la Ligue des champions.
Il est autorisé à quitter le club en janvier 2007 et rejoint Portsmouth, recruté pour 500 000 ₤ par Harry Redknapp.
Arsène Wenger déclare plus tard que Lauren est l'un des meilleurs joueurs qu'il ait engagé : « Je ne dis jamais le joueur qui était le meilleur mais je pense que ce sont les signatures telles que celle de Lauren que vous êtes le seul à avoir repéré ».

### Fin de carrière

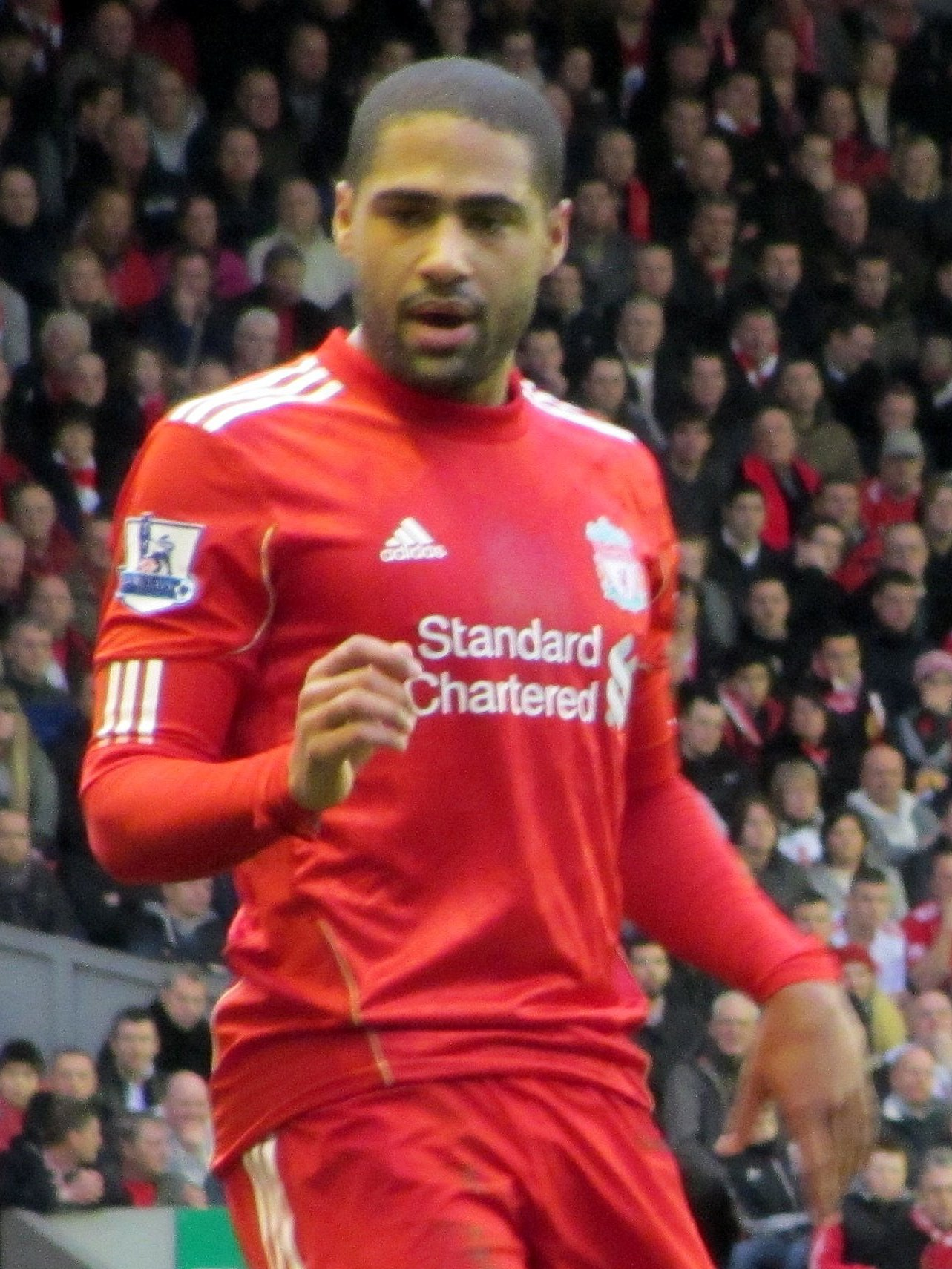
À Portsmouth, Lauren est en concurrence avec le jeune Glen Johnson.

En janvier 2007, Lauren s'engage avec Portsmouth en Premier League où, malgré des débuts encourageants, il échoue à retrouver le niveau qu'est le sien lors de son arrivée en Angleterre. En deux saisons et demie, Lauren fait seulement une vingtaine d'apparitions et, après Eboué, doit lutter face à l’émergence du jeune Glen Johnson. Fin juin 2009, Lauren se retrouve libre.
En mars 2010, Lauren s'engage jusqu'à la fin de saison avec le Córdoba CF en deuxième division espagnole. Après avoir fait seulement cinq apparitions, Lauren prend sa retraite à la fin de la saison à 33 ans.

### En équipe nationale
Lorsqu'il évolue à Levante UD, Lauren est contacté par Thomas Nkono pour jouer avec le Cameroun. La décision n'est pas facile à prendre car le joueur a aussi la possibilité de jouer avec l'Espagne. Mais il opte pour le Cameroun car il peut jouer la Coupe du monde 1998 dans l'immédiat,.
Il fait partie de l'équipe du Cameroun olympique qui remporte les JO 2000 de Sydney. Il inscrit son tir-au-but en finale contre l'Espagne de Xavi et Carles Puyol (2-2 tab 5-3).
À Arsenal, il s'impose comme un des meilleurs joueurs africains évoluant en Europe et gagne sa place en équipe nationale. Lauren joue un rôle de premier plan dans la victoire de son pays dans la Coupe d'Afrique des Nations 2000 et est récompensé par le trophée de meilleur joueur du tournoi.
Comme son compatriote africain Nwankwo Kanu, ses déplacements internationaux créent des tensions entre Arsène Wenger et la Fédération camerounaise, Lauren rentrant en retard de la CAN 2002 après la nouvelle victoire du Cameroun. Par la suite, Lauren aide son équipe nationale à se qualifier pour la Coupe du monde 2002 et est un choix automatique pour l'équipe participant au tournoi, en dépit des mauvaises relations entre son club et sa fédération.
Après l'élimination au 1er tour du Mondial, Lauren refuse toutes les convocations en équipe nationale, critiquant la gestion de l’équipe nationale et notamment une mésentente liée au paiement des primes qui provoque une grève des joueurs avant la compétition.

### Reconversion comme consultant TV
Durant la Coupe d'Afrique des Nations 2012, Lauren travaille avec ITV4, chaîne de télévision britannique.
En 2014, Lauren réside à Séville où il vit avec sa famille et travaille pour Sky Sports Espagne.

## Style de jeu: défenseur droit offensif

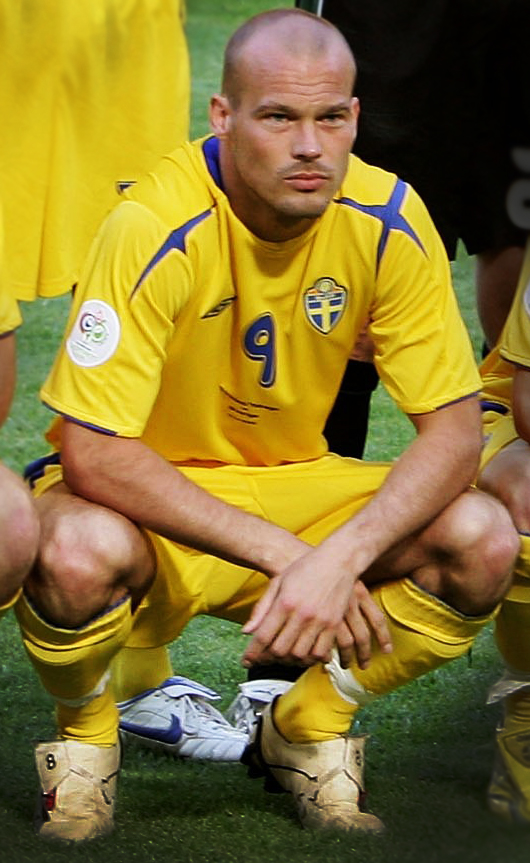
À Arsenal, Lauren et Fredrik Ljungberg forment un binôme performant dans le couloir droit.

Au RCD Majorque, Lauren débute comme meneur de jeu avant de progressivement reculer sur le terrain jusqu'à évoluer défenseur à Arsenal. Il déclare ensuite : « Pour moi, au début, c'était difficile de jouer arrière droit. Mais je savais avant de signer le contrat, que j'allais jouer à ce poste. Aussi longtemps que vous avez du succès, ce qui est la chose la plus importante. Après seize ans en tant que professionnel, ce qui importe est ce que vous avez réalisé, pas la position où vous jouez, seulement ce que vous avez gagné ».
Sur le côté droit de la défense, Lauren apporte sa combativité dans les duels mais aussi sa technique et sa projection vers l'avant, dans son couloir droit, travaillée lors de ses années au milieu de terrain. Lors de la saison 2003-2004, il forme un duo efficace avec Fredrik Ljungberg, ce dernier rentrant vers l'axe du terrain tandis que Lauren effectue un appel dans le couloir.
Sa polyvalence est aussi un atout important. Pendant son temps à Highbury, Lauren évolue en tant qu'arrière gauche et à tous les postes du milieu de terrain avec la même assurance et le calme dans toutes les positions.

« Il y a des joueurs que j’aurai du mal à oublier, très fort à leurs postes, qui savaient faire leurs boulots et qui portaient à leur façon Arsenal, ils nous rendaient invincibles. J’ai beaucoup de respect pour eux, je pense à Sol Campbell et Lauren. »

— Thierry Henry

## Statistiques
Ce tableau présente les statistiques de Lauren durant sa carrière professionnelle,.
| Saison                | Club                  | Championnat           | Championnat | Championnat | Coupe(s) nationale(s) | Coupe(s) nationale(s) | Compétition(s) continentale(s) | Compétition(s) continentale(s) | Compétition(s) continentale(s) | Cameroun | Cameroun | Total | Total |
| Saison                | Club                  | Division              | M.          | B.          | M.                    | B.                    | Comp.                          | M.                             | B.                             | M.       | B.       | M.    | B.    |
| 1995-1996             | CD Utrera             | D3                    | 30          | 5           | -                     | -                     | -                              | -                              | -                              | -        | -        | 30    | 5     |
| 1996-1997             | Séville FC B          | D3                    | 17          | 3           | -                     | -                     | -                              | -                              | -                              | -        | -        | 17    | 3     |
| 1997-1998             | Levante UD            | D2                    | 34          | 6           | -                     | -                     | -                              | -                              | -                              | 2        | 0        | 36    | 6     |
| 1998-1999             | RCD Majorque          | D1                    | 33          | 1           | 2                     | 0                     | C2                             | 9                              | 0                              | 1        | 0        | 45    | 1     |
| 1999-2000             | RCD Majorque          | D1                    | 30          | 3           | -                     | -                     | C3                             | 10                             | 1                              | 6        | 0        | 46    | 4     |
| Sous-total            | Sous-total            | Sous-total            | 63          | 4           | 2                     | 0                     | -                              | 19                             | 1                              | 9        | 0        | 93    | 5     |
| 2000-2001             | Arsenal FC            | D1                    | 18          | 2           | 4                     | 0                     | C1                             | 11                             | 1                              | 3        | 1        | 36    | 4     |
| 2001-2002             | Arsenal FC            | D1                    | 27          | 2           | 3                     | 0                     | C1                             | 11                             | 0                              | 11       | 0        | 52    | 2     |
| 2002-2003             | Arsenal FC            | D1                    | 27          | 2           | 7                     | 2                     | C1                             | 10                             | 0                              | -        | -        | 44    | 4     |
| 2003-2004             | Arsenal FC            | D1                    | 32          | 0           | 7                     | 0                     | C1                             | 8                              | 0                              | -        | -        | 47    | 0     |
| 2004-2005             | Arsenal FC            | D1                    | 33          | 1           | 5                     | 0                     | C1                             | 7                              | 0                              | -        | -        | 45    | 1     |
| 2005-2006             | Arsenal FC            | D1                    | 22          | 0           | 3                     | 0                     | C1                             | 6                              | 0                              | -        | -        | 31    | 0     |
| 2006-2007             | Arsenal FC            | D1                    | -           | -           | -                     | -                     | -                              | -                              | -                              | -        | -        | 0     | 0     |
| Sous-total            | Sous-total            | Sous-total            | 159         | 7           | 29                    | 5                     | -                              | 53                             | 1                              | 14       | 1        | 255   | 14    |
| 2006-2007             | Portsmouth FC         | D1                    | 10          | 0           | 1                     | 0                     | -                              | -                              | -                              | -        | -        | 11    | 0     |
| 2007-2008             | Portsmouth FC         | D1                    | 15          | 0           | 3                     | 0                     | -                              | -                              | -                              | -        | -        | 18    | 0     |
| 2008-2009             | Portsmouth FC         | D1                    | -           | -           | 1                     | 0                     | -                              | -                              | -                              | -        | -        | 1     | 0     |
| Sous-total            | Sous-total            | Sous-total            | 25          | 0           | 4                     | 0                     | -                              | 0                              | 0                              | 0        | 0        | 29    | 0     |
| 2009-2010             | Córdoba CF            | D2                    | 5           | 0           | -                     | -                     | -                              | 0                              | 0                              | 0        | 0        | 5     | 0     |
| Total sur la carrière | Total sur la carrière | Total sur la carrière | 330         | 25          |                       |                       | -                              | 57                             | 2                              | 23       | 1        | 410   | 28    |

## Palmarès
Cameroun
- Coupe d'Afrique des nations (2) :
  - Vainqueur : 2000 et 2002
- Jeux olympiques (1) :
  - Vainqueur : 2000

 RCD Majorque
- Coupe d'Europe des vainqueurs de coupe :
  - Finaliste : 1999
- Primera División (Liga) :
  - Troisième : 1999
- Supercoupe d'Espagne (1) :
  - Vainqueur : 1998

 Arsenal
- Championnat d'Angleterre (2) :
  - Champion : 2002 et 2004.
  - Vice-champion : 2001, 2003 et 2005.
- Coupe d'Angleterre (3) :
  - Vainqueur : 2002, 2003 et 2005
- Community Shield (2) :
  - Vainqueur : 2002 et 2004.
  - Finaliste : 2003 et 2005.

 Portsmouth
- Coupe d'Angleterre
  - Vainqueur : 2008

## Vie privée
Lauren parle couramment l'Anglais, l'Espagnol et se débrouille en Français grâce à ses coéquipiers de l'équipe nationale du Cameroun. Il est marié à une espagnole avec qui il a une fille,.
Il reste très attaché au Cameroun où il a une clinique à Bayangam. L'œuvre est d'une ONG dans laquelle il est impliqué avec Patty Bule, une chanteuse nigériane. Ils ouvrent des cliniques dans des pays africains comme le Nigeria, le Ghana, et le Cameroun pour offrir ces facilités à des populations rurales qui n'ont pas accès aux soins de santé.